# Xylotrupes gideon
Xylotrupes gideon là một loài bọ cánh cứng trong họ Scarabaeidae, phân họ Dynastinae. Nó có mặt ở Đông Nam Á và đặc biệt nhất là ở Thái Lan. Con đực loài này dài 4–6cm và chúng có thể có màu nâu sẫm hay đen. Khi bị khuấy động hoặc kích động chúng thì sẽ kêu rít lên.

## Đấu bọ
Loài bọ cánh cứng này có thể dùng để đấu nhau, một cách giải trí truyền thống ở miền bắc Thái Lan. Chúng bị bắt và được chủ huấn luyện trở nên mạnh và hiếu chiến hơn.
Khi chiến đấu chúng có thể nâng đối thủ lên bằng sừng. Chúng cũng được xử thắng nếu đối thủ bỏ chạy hay bị lật ngược lên phía trên không thể trở mình lại hoặc trở mình chậm sau 10 tiếng đếm của trọng tài.